# Espérance de vie corrigée de l'incapacité
L'espérance de vie corrigée de l'incapacité (EVCI) est un mode d'évaluation du coût des maladies mesurant l'espérance de vie en bonne santé, c'est-à-dire en soustrayant à l'espérance de vie le nombre d'années « perdues » à cause de la maladie, du handicap ou d'une mort précoce. On utilise souvent l'acronyme anglais DALY (pour disability-adjusted life years), c'est-à-dire le nombre de ces années perdues, comme unité de mesure pour exprimer le résultat de ce calcul tandis que, stricto sensu, l'équivalent anglophone de l'EVCI est DALE (disability-adjusted life expectancy).
L'EVCI est une mesure de plus en plus utilisée en santé publique, notamment pour l'évaluation des systèmes de soins. Elle a été retenue par l'Organisation mondiale de la santé (OMS) parmi ses cinq axes et outils d'évaluation des systèmes de santé pour mesurer le « niveau de santé général » d'une population. Le calcul de l'EVCI permet ainsi de se rendre compte qu'en Europe, en 2014, les maladies psychiatriques représentent la troisième cause d'années de vie en bonne santé perdues (10,9 % des DALY) derrière les maladies cardiovasculaires (26,6 %) et les cancers (15,4 %) alors qu'elles sont pourtant associées à une bien plus faible mortalité, ce qui les rend beaucoup moins visibles que ces dernières.

## Modalités de calcul
Même s'il existe plusieurs méthodologies, le calcul de l'EVCI se base sur la morbidité observée dans une population pondéré par la sévérité des maladies et leur retentissement sur le fonctionnement global des personnes.
Les statisticiens s'appuient sur des enquêtes spéciales de santé ainsi que sur diverses bases de données provenant par exemple du recensement, de l’état civil ou encore des handicaps acquis et limitations d'activités.

Pour calculer l'espérance de vie corrigée de l'incapacité, il faut évaluer le nombre d'années de vie en bonne santé perdues (DALY) somme de la durée de vie avec handicap (YLD) et du nombre d'années de vie perdues par décès précoce (YLL) par rapport à l'espérance de vie attendue.

## Éléments chiffrés
Selon que l'on considère l'espérance de vie humaine « brute » ou « en bonne santé » (EVCI) le classement des pays diffère : Ainsi, en 1999, en termes d'EVCI, les États-Unis n’arrivaient qu’en 24e position, derrière la France (3e), l’Espagne (5e), l’Italie (6e), la Grèce (7e) et le Royaume-Uni (14e) alors qu'en termes d'espérance de vie humaine, les États-Unis étaient classés 6e. Néanmoins le Japon restait classé premier pour les deux classements avec une EVCI estimée à 74,5 ans, par rapport à une espérance de vie totale de 80 ans.
Inversement, les pays les plus pauvres sont ceux où l'espérance de vie totale ou corrigée de l'incapacité est la plus faible, mais aussi ceux où la proportion d'années de vie en bonne santé perdues est la plus élevée. En 1999, les dix pays à l'EVCI la plus basse se trouvaient tous en Afrique, avec une espérance de vie en bonne santé de seulement 25,9 ans en Sierra Leone, où les 8,4 années de vie en bonne santé perdues (DALY) représentent 25 % de l'espérance de vie totale (contre moins de 8 % au Japon).

## Influences environnementales et du niveau de vie
L'EVCI est souvent calculée à l'échelle d'un pays pour les populations qui y résident. Les migrants peuvent aussi selon les cas gagner des années de vie ou en perdre dans leur « nouveau pays ». Ainsi, une étude canadienne montre « que les immigrants, et plus particulièrement ceux en provenance de pays « non européens », ont une plus grande espérance de vie et vivent un plus grand nombre d'années sans incapacité ou dépendance que les personnes nées au Canada (…) Il est probable que la longévité et la bonne santé des immigrants soient liées à l'effet de la « sélection d'immigrants en bonne santé » » (dans ce pays, des années 1950 à 1995, les immigrants comptent pour environ 16 % de la population totale, et contribuent à près de 26 % de la croissance démographique du pays).